# إدوارد أو. سميث
إدوارد أو. سميث هو سياسي أمريكي، ولد في 15 أبريل 1817 في مقاطعة مونتغومري في الولايات المتحدة، وتوفي في 8 مارس 1892 في سان خوسيه في الولايات المتحدة. انتخب عضو مجلس ولاية إلينوي ‏.